# A4高速公路 (保加利亞)

保加利亞高速公路網絡

A4高速公路，又稱馬里查高速公路，是保加利亞一條部分通車的高速公路，連接五一鎮和接壤的土耳其邊境的斯維倫格勒，完成後全長117公里。是欧洲E80公路的一部分。